# 锡吉里耶
锡吉里耶（意为“狮子岩”）一座斯里兰卡古代宫殿，位于斯里兰卡中央省馬特萊區丹布勒镇附近，距旧首都科伦坡东北约170公里。位于高约200米的“狮子岩”上，以锡吉里耶壁画闻名于世，锡吉里耶壁画是斯里兰卡历史上唯一流传下来的非宗教题材壁画。堡垒式城池。建于5世纪达都舍那王朝时期，据说是王子迦葉波（迦葉一世）弑父篡位，其兄莫加兰逃亡印度。为防莫加兰复仇，迦葉波遂在“狮子岩”修建该城。与同为世界自然和文化遗产的印度尼西亚婆罗浮屠、柬埔寨吴哥窟和印度阿旃陀石窟齐名。